# سد خاکی زیارت
سد زیارت سدی است که در نزدیکی تهران و در روستایی به همین نام در فاصله ۱۳ کیلومتری جاده آبسرد به ایوانکی و شمال شرق کیلان در شهرستان دماوند قرار دارد.
این سد را جناب اقای اسدالله گنجی طراحی و پایه گذاری کرد که در سال ۱۳۶۴ ه.ش به افتتاح درامد